# Patty (cantante)
Patrycia Dłutkiewicz-Workowska, conosciuta come Patty (Łódź, 14 luglio 1991), è una cantante polacca.

## Biografia
Patty è salita alla ribalta con il suo singolo di debutto (Zabiłeś tę miłość) Nie ma nas, il cui video musicale è stato il più visualizzato del 2013 in Polonia su YouTube-Vevo. Il suo album di debutto Już zmrok è uscito su etichetta discografica Konkol Music e distribuito dalla Parlophone ad ottobre 2013, ed è stato certificato disco d'oro dalla Związek Producentów Audio-Video con oltre 15 000 copie vendute a livello nazionale.
Il 27 febbraio 2019 si è esibita durante il concerto Artists Against Hate organizzato a Łódź. Dopo quasi 4 anni di silenzio, l'artista ha pubblicato il singolo Magiczny czas a dicembre 2022.

## Discografia

### Album in studio
- 2013 – Już zmrok

### Singoli
- 2012 – (Zabiłeś tę miłość) Nie ma nas
- 2013 – Dość mam kłamstw
- 2013 – Mów co chcesz
- 2014 – Zufaj mi
- 2014 – Pani Patty
- 2015 – Zasypiam wśród swoich ran
- 2015 – Pobiegnij ze mną
- 2015 – Wśród nocnej ciszy
- 2015 – Przybieżeli do Betlejem
- 2016 – Mizerna cicha
- 2017 – 90% szans
- 2018 – Siódme niebo
- 2022 – Magiczny czas
- 2023 – Kiedyś odnajdę
- 2023 – Mój aniele